# 也速兀兒
札剌亦儿台・也速兀儿（蒙古语：J̌arairtai Yesür）是13世纪初蒙古帝国的千户长，出身札剌亦儿部，波斯文史料《史集》将其记作جلایرتای ییسور（jalāīrtāī yīsūr），《元史》等汉文史料中写作也速兀儿。
也速兀儿效力于成吉思汗的具体经历不详，1206年蒙古帝国建国时，他已被任命为千户长。《元朝秘史·第202节》的功臣表未记载其姓名，《史集》中，他被列为左翼第10位千户长。
蒙古帝国第二代大汗窝阔台征服金朝后，将征服地作为“投下领地”分配给诸王和勋臣（丙申年分拨）。此时，也速兀儿以“左手九千户”之一的名义，获封河间路宁津县的领地与属民。
也速兀儿的子孙中有一位名叫古鲁惕（Kurt＞kūrt/کورت）的人物，效力于伊儿汗国，担任阿鲁浑之子也孙・帖木儿的斡耳朵长官，后被派往元朝担任使者。